# Nemoraea viridifulva
Nemoraea viridifulva là một loài ruồi trong họ Tachinidae.